# ضبط أتماتي
التقنيات (التكنولوجية)الضبط الأتماتي automatic regulation، هو فرع من الأتمتة يُعنى بتأمين عمل صحيح أو نمط منتظم لإجرائية أو نظام أو جهاز أو آلة من دون تدخل العنصر البشري.
ويُعرف الضابط الأتماتي في الميكانيكا الصناعي بأنه أداة لتشغيل الآلات بالسرعة المطلوبة. ولا تقتصر تطبيقات الضبط الأتماتي على الميكانيك الصناعي؛ بل تتعداها إلى مجالات شتى كالإلكترونيات والروبوتية والكيمياء والملاحة والبيولوجيا والعلوم الاقتصادية وغيرها.
ليس الضبط الأتماتي وليد القرن المنصرم أو الذي سبقه، ولو أن انطلاقته النوعية حدثت بعيد الحرب العالمية الثانية، إذ عرف اليونانيون القدامى والرومان مفهوم الأتمتة في أيامهم، وقد أتى أرسطو Aristotle في كتاباته على ذكر حلم الأتمتة. وتعد الساعة المائية التي صنعها المخترع اليوناني كتيسيبيوس Ktesibios، قرابة عام 270 قبل الميلاد في الاسكندرية أول آلة مؤتمتة موثقة، كما يعد منظم الحرارة الذي صنعه المخترع الهولندي دريبل (1572ـ1633) Drebbelمحطة أخرى مهمة في تاريخ الضبط الأتماتي. ثم ظهر منظم سرعة دوران المحرك البخاري الذي صممه واط Watt عام 1769 والذي كان عاملاً أساسياً في انتشار التصنيع. وقد غدا الضبط الأتماتي جزءاً من التقنيات المعاصرة في قيادة الإنسان الآلي وعمليات الإنتاج، وأسهمت الإلكترونيات والمعالجات الصغرية والمعلوماتية كثيراً في ازدهاره.
وتنوعت صنوف أنظمة القيادة الأتماتية؛ فمنها التي تعتمد على حلقة مفتوحة أو حلقة مغلقة أو كلتيهما، كما انتشرت تطبيقاتها في العديد من المجالات.
مبدأ الضبط الأتماتي
يقوم مبدأ الضبط الأتماتي على الموائمة المستمرة لأحد الموسطات المميزة لآلة أو نظام مع قيمة محددة يفرضها الاستخدام الأمثل لتلك الآلة أو النظام. ويدل على الطرائق التقليدية في الضبط الأتماتي بالرموز PID، والتي تقابل الكلمات: تناسب proportional، وتكامل integralواشتقاق derivative، وهي تعبر عن ماهية العلاقة الرياضية التي تربط بين خرج الضابط وإشارة الخطأ (أي الفرق بين القيمة المحددة والقياس).
وما زالت تلك التقنيات التقليدية في الضبط مستخدمة بكثرة في الصناعة، أما حين يعجز الضبط التقليدي عن توفير استقرار العملية، فيجب تغيير بنية نظام القيادة أو اقتراح خوارزميات تحكم أكثر تطوراً. ويطلق على تلك الطرائق اسم طرائق الضبط المتقدمة، والتي ما تزال قيد الأبحاث مثل الشبكات العصبونية وغيرها. وفيما يأتي بعض من الأنواع المبسطة للضبط المتقدم:
ـ الضبط على التعاقب cascaded regulation: وهو مستخدم بكثرة في الصناعة لسهولة تنفيذه وعدم تطلبه لنموذج.
ـ الضبط التنبئي :predictive regulation أو تحكم التغذية الأمامية، ويسمح بحذف آثار الاضطراب الرئيسي قبل التركيز على المتحول المراد ضبطه.
ـ الضبط الذاتي التوافق autoadaptive regulation: وتعتمد هذه الطريقة على حساب نموذج العملية المراد قيادتها بالزمن الحقيقي، باستخدام خوارزميات مناسبة وتحديد الوسطاء أو بنية الضابط الرقمي بدلالة خاصية الاستمثال المفروضة.
لايتسع المجال هنا لاستعراض التطبيقات الكثيرة للضبط الأتماتي ولا لمجالاتها، لذا يُكتفى بذكر عدد من الأمثلة عليها. ولعلَّ من أكثر الأمثلة شيوعاً، ضبط سرعة السيارة على سرعة محددة على الطرقات السريعة والشاسعة، وضبط المسافة الأتماتي بين المركبات، وضبط درجة الحرارة في نظام تدفئة منزلي (الشكل 1) وأجهزة ضبط الجهد الآلية.
ويستخدم الضبط الأتماتي بصورة واسعة في أنظمة الاتصالات وأجهزتها؛ إذ يتضمن المستقبل السوبرهيتروديني (الشكل 2) والمستخدم في معظم أجهزة الاتصالات الراديوية، على سبيل المثال، تغذية خلفية من الكاشف إلى مضخم الترددات الوسطى، يطلق عليها اسم التحكم الآلي بالربح. وتوفر تلك التغذية الخلفية ضبطاً أتماتياً لربح المستقبل، يسمح بالحفاظ على مستوى خرج ثابت، بصرف النظر عن مستوى إشارة الدخل، مما يلغي الحاجة إلى التحكم بمقدار الصوت مجدداً عند تغيير المحطات الراديوية.
وإذ يتنافس مهندسو الميكانيك والإلكترونيات والمعلوماتية في تبني الأتمتة إذ يرون فيها خبزهم اليومي، فإن المستقبل مفتوح أمام مزيد من التطوير في الضبط الأتماتي و أمام مزيد من التطبيقات.